# حسن فوفانا
حسن فوفانا (انگلیسی: Hassane Fofana؛ زادهٔ ۲۸ آوریل ۱۹۹۲) دونده دو با مانع ساحل‌عاجی‌تبار اهل ایتالیا است.